# Attila Ábrahám
Attila Ábrahám (Kapuvár, Győr-Moson-Sopron, 29 de abril de 1967) é um ex-canoísta húngaro especialista em provas de velocidade.

## Carreira
Foi vencedor da medalha de ouro em K-4 1000 m em Seul 1988 com os seus colegas de equipa Zsolt Gyulay, Ferenc Csipes e Sándor Hódosi.
Foi vencedor da medalha de prata em K-4 1000 m em Barcelona 1992 com os seus colegas de equipa Ferenc Csipes, Zsolt Gyulay e László Fidel.
Foi vencedor da medalha de bronze em K-2 500 m em Seul 1988 com o seu colega de equipa Ferenc Csipes.